# شمشون ودليلة (فلم 1949)
شمشون ودليلة (بالإنجليزية: Samson and Delilah) هو فيلم دراما تم إنتاجه في الولايات المتحدة وصدر في سنة 1949.
تضمن الفيلم استخدام قفاطين ذات طابع مغربي، حيث تم استلهام بعضها من التصاميم التقليدية، بينما تم جلب البعض الآخر من المغرب مباشرة.

## بطولة
- هيدي لامار
- جورج ساندرز

## الميزانية والإيرادات
بلغت تكلفة إنتاج الفيلم حوالي 3,097,563 دولار بينما حقق أرباحا تقدر بـ 25,600,000 دولار.

### ترشيحات وجوائز
| السنة | الحدث  | الفئة          | النتيجة  |
| ----- | ------ | -------------- | -------- |
|       | أوسكار | أفضل إنتاج فني | فـــــوز |